# Eisenbahnunfall von Eschede

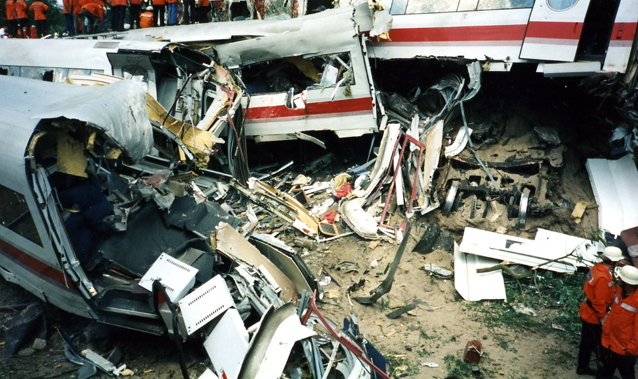
Unfallstelle in Eschede

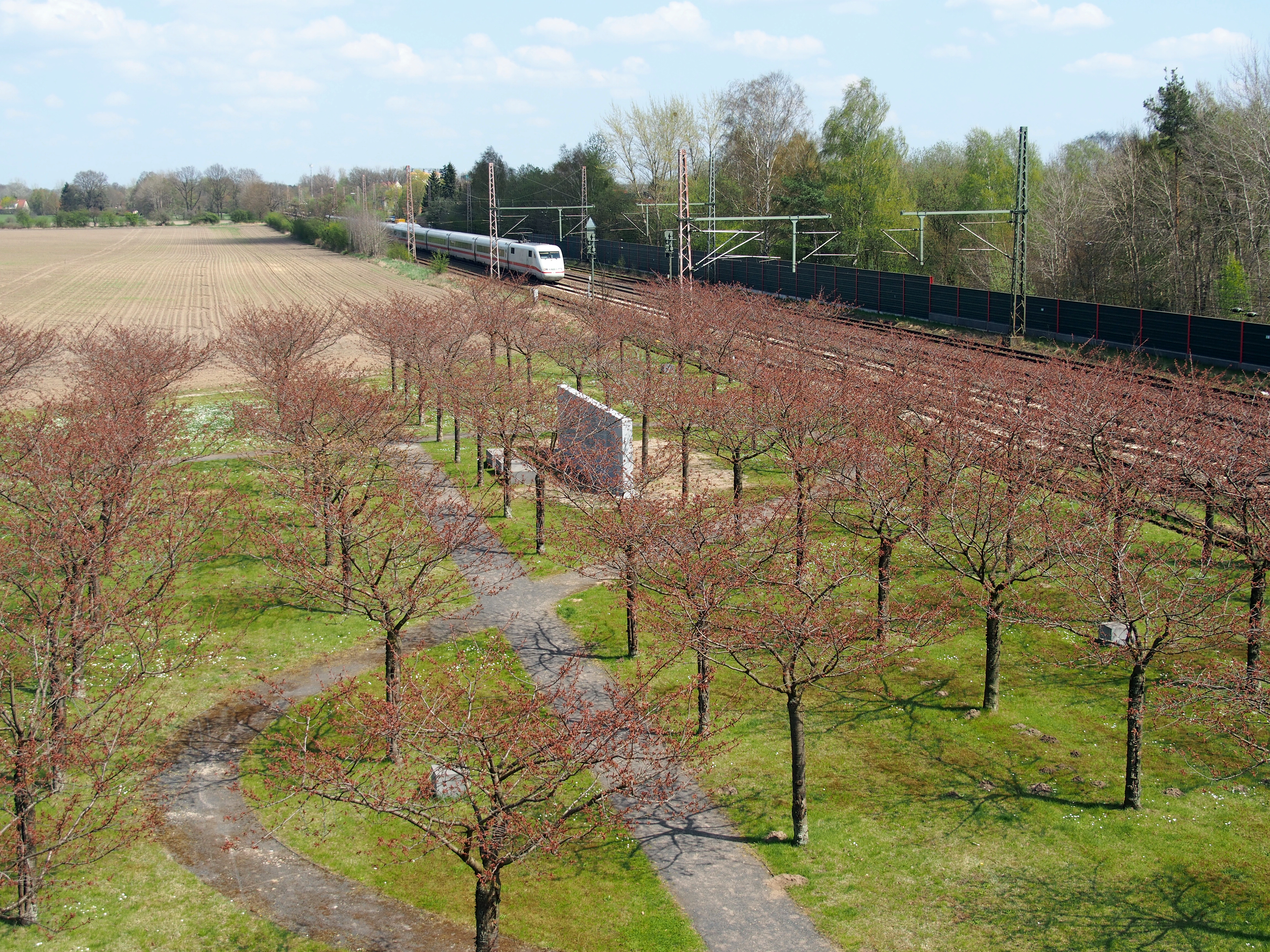
Gedenkstätte an der Unfallstelle

Der Eisenbahnunfall von Eschede ereignete sich am 3. Juni 1998 auf der Bahnstrecke Hannover–Hamburg am Streckenkilometer 61 in der Gemeinde Eschede (Niedersachsen). Dabei löste Materialermüdung an einem Rad eine Kettenreaktion mehrerer Zwischenfälle aus, die schließlich zu einer verheerenden Entgleisung des ICE 884 „Wilhelm Conrad Röntgen“ führte. 101 Menschen kamen ums Leben, 105 wurden verletzt, davon 70 schwer. Es handelt sich um den bislang schwersten Eisenbahnunfall in der Geschichte der Bundesrepublik Deutschland – schwerster in der deutschen Geschichte überhaupt war der Eisenbahnunfall von Genthin 1939 – sowie aller Hochgeschwindigkeitszüge weltweit.

## Chronologie des Unfalls
| Wagen- gattung | Wagen- nummer | Wagen- nummer |
| -------------- | ------------- | ------------- |
| Bvm            | 01            | 2. Klasse     |
| Bvm            | 02            | 2. Klasse     |
| Bvm            | 03            | 2. Klasse     |
| Bvm            | 04            | 2. Klasse     |
| Bvm            | 05            | 2. Klasse     |
| Bvm            | 06            | 2. Klasse     |
| Bvm/pm         | 07            | 2. Klasse     |
| BSm            | 09            | 2. Klasse     |
| WSm            | 10            | 2. Klasse     |
| Avm            | 11            | 1. Klasse     |
| Avm            | 12            | 1. Klasse     |
| Avm            | 14            | 1. Klasse     |

### Unfallverlauf
Am Mittwoch, den 3. Juni 1998 befand sich der ICE 884 „Wilhelm Conrad Röntgen“ (Triebzug 151 der Baureihe 401) auf der Fahrt von München Hbf nach Hamburg-Altona. Er war um 05.47 Uhr in München gestartet, die Ankunftszeit in Hamburg-Altona war für 12.06 Uhr vorgesehen. In Nürnberg Hbf erfolgte ein planmäßiger Fahrtrichtungswechsel. Danach befand sich der Triebkopf 401 051 an der Zugspitze. Gegen 10.33 Uhr verließ der ICE Hannover Hbf und befuhr nun die Bahnstrecke Hannover-Hamburg, auf welcher er ohne weiteren Zwischenhalt bis Hamburg-Harburg (geplant: 11.41 Uhr) durchfahren sollte. Etwa ein Drittel der Plätze im Zug waren belegt.
Um 10:57:28 Uhr brach bei zirka 200 km/h Fahrtgeschwindigkeit, etwa sechs Kilometer vor dem Ort Eschede, bei Streckenkilometer 55,1 ein Radreifen durch Materialermüdung an einem Rad der dritten Achse des ersten Wagens (Personenwagen 1) hinter dem führenden Triebkopf 051. Der abgesprungene Radreifen wickelte sich ab, bohrte sich durch den Wagenboden und blieb zwischen zwei Sitzen in einem Abteil stecken.
Bei der Untersuchung des Unfalls wurde bereits rund sechs Kilometer vor der Unfallstelle am Streckenkilometer 55,1 eine etwa 20 cm lange und 4 cm tiefe Kerbe in einer Schwelle entdeckt, bei Kilometer 55,2 war der Linienleiter der Zugsicherung durchgerissen. Ab Kilometer 56,4 wurden deutliche Schlagschäden an den Betonschwellen registriert.
Als der Zug um 10:59:01 Uhr, etwa 200 Meter vor einer Straßenbrücke am Ortsrand von Eschede, über die erste von zwei aufeinander folgenden Weichen (Weiche 2) im Südkopf des Bahnhofs Eschede fuhr, prallte der noch immer im Zugboden steckende Radreifen um 10:59:06 gegen einen Radlenker der Weiche und riss diesen von den Schwellen; auch er bohrte sich durch den Zugboden, schoss im Vorraum (im Türbereich) bis in die Decke hinauf, wodurch der Wagen angehoben wurde und das hintere Drehgestell aus der Spurführung fiel. Eines dieser entgleisten Räder traf auf die Weichenzunge der zweiten Weiche (Weiche 3, km 60,591) und stellte sie dabei um, so dass die hinteren Achsen von Wagen 3 auf das in Fahrtrichtung rechts abzweigende Gleis gelenkt wurden. Auf dem für viel geringere Geschwindigkeiten ausgelegten Weichenradius konnte sich der seitlich ausgelenkte Wagen nicht halten, schleuderte mit seinem Ende über das nicht durchgehende Hauptgleis hinaus und gegen die Pfeiler der Brücke der Kreisstraße 20, die dadurch einstürzte; zwei unter der Brücke stehende Signaltechniker, die dort mit Wartungsarbeiten beschäftigt waren, wurden getötet. Wagen 4, der durch das plötzliche Ausscheren von Wagen 3 bei immer noch 200 km/h ebenfalls entgleist war, unterquerte die einstürzende Brücke noch unversehrt, stürzte aber seitlich nach rechts eine Böschung hinunter und kam vor einer Baumgruppe zum Liegen. Durch das Zerreißen der Hauptluftleitung und den daraus resultierenden Druckluftverlust im Bremssystem sprangen die selbsttätigen Bremsen an und die weitgehend unbeschädigten Wagen 1 und 2 sowie der an seinem Ende schwer beschädigte Wagen 3 blieben wenige hundert Meter hinter der Brücke in Richtung Bahnhof Eschede auf dem Gleiskörper stehen.

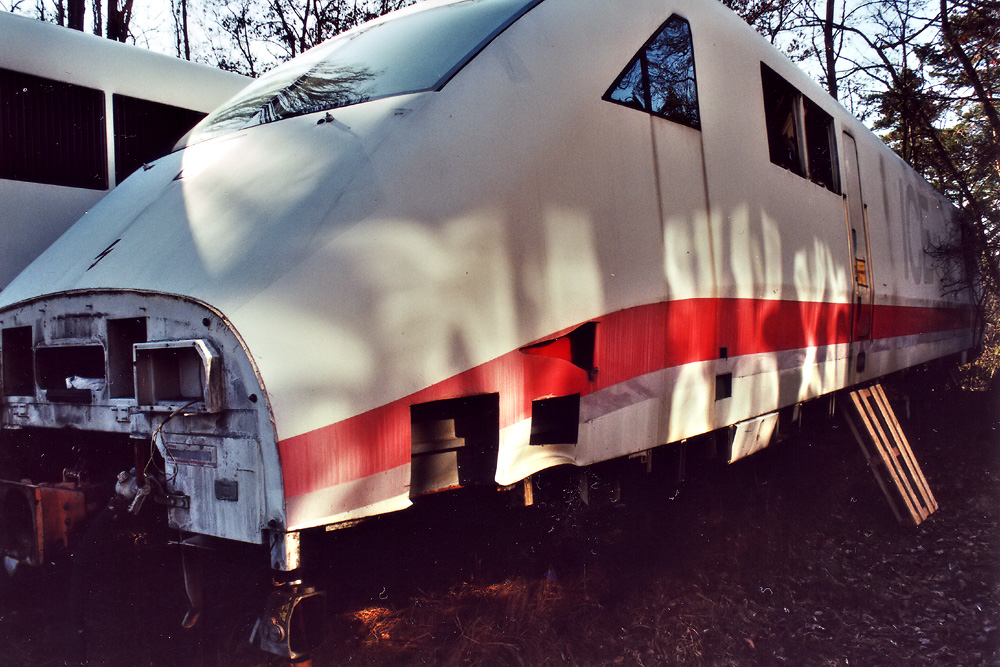
Der hintere Triebkopf 401 551 nach seiner Ausmusterung im AW Nürnberg

Mit der abrupten Zugtrennung wurde auch automatisch eine elektrische Sicherheitsschleife aktiviert, die binnen einer halben Sekunde eine Schnellbremsung der restlichen Wagen und des nachlaufenden Triebkopfes einleitete und dessen Stromabnehmer absenkte. Der vordere Triebkopf bremste von 10:59:21 bis 11:00:32 Uhr und kam aus einer Geschwindigkeit von rund 170 km/h selbstständig zum Stehen. Als der rund 600 m vom Unfallort stationierte Fahrdienstleiter des Bahnhofs Eschede den allein fahrenden Triebkopf bemerkte, stellte er alle Signale des Bahnhofs auf Halt.
Der Triebfahrzeugführer, der bei dem Unfall unverletzt blieb, gab später vor Gericht an, dass er vor Eschede nur einen plötzlichen Ruck verspürt und einen Leistungsabfall bemerkt habe. Nach dem Stillstand ging er daher zunächst von einem technischen Defekt aus und versuchte mehrfach aus dem Führerstand heraus vergeblich, die ausgefallene Stromversorgung wiederherzustellen. Von dem Unfall erfuhr er erst durch den Fahrdienstleiter des Bahnhofs Eschede, der ihn per Zugbahnfunk darüber informierte, dass der Triebkopf ohne Wagen vorbeigefahren war. Er erlitt einen Schock.
Die ungefähr 200 Tonnen schwere Brücke brach über der zweiten Hälfte des fünften Wagens zusammen und beschädigte den hinteren Teil des Wagens. Der sechste Wagen wurde unter den Trümmern begraben. Die folgenden Wagen schoben sich im Zickzack auf engem Raum, etwa der Länge eines einzigen Waggons, zusammen. Wagen 6, 7, der Servicewagen, der Speisewagen (Bordrestaurant), der von den herabstürzenden Trümmern der Brücke getroffen und teilweise auf eine Höhe von ca. 15 cm gepresst wurde, sowie die drei Wagen 10 bis 12 der ersten Klasse wurden schwer beschädigt; der hintere Triebkopf entgleiste ebenfalls und fuhr auf den Trümmerberg auf.
In den Trümmern fand sich auch ein VW Golf III Variant der DB, der vor dem Unfall auf der Brücke gestanden hatte und mit ihr in die Zugtrümmer hineinfiel. Er war dort von den zwei DB-Signaltechnikern, die bei dem Unfall ums Leben kamen, abgestellt worden. Medienberichte vom Unfallabend, wonach das Auto von der Brücke gestürzt sei und damit den Unfall ausgelöst habe, stellten sich nach der Untersuchung des vorderen Triebkopfes als nicht haltbar heraus, da er keine Spuren einer solchen Kollision aufwies.
Ein Zug der Gegenrichtung (aus Hamburg in Richtung Hannover) hatte die Unfallstelle bereits knappe zwei Minuten vorher passiert. Der ICE 787 „Karl Adam“ fuhr an jenem 3. Juni eine Minute vor Plan durch Eschede; der ICE „Wilhelm Conrad Röntgen“ hatte, aufgrund einer kurzzeitigen baustellenbedingten Geschwindigkeitsreduktion auf 90 km/h bei Celle, hingegen eine Minute Verspätung – eigentlich hätten sich die Züge zur Symmetrieminute 10:57 hier begegnen sollen. 

### Beginn der Rettungsmaßnahmen
Um genau 11 Uhr erreichte ein erster Notruf die Polizei. Zu diesem Zeitpunkt war unklar, was passiert war. Um 11:02 und 11:03 Uhr gab die Polizei die Meldung eines „Zugunglücks in Eschede“ weiter. Zur gleichen Zeit folgten erste Notrufe bei Feuerwehr und Rettungsdiensten. Die ersten Helfer am Unfallort waren die vom Lärm des Unfalls alarmierten Anwohner der nahegelegenen Wohnsiedlung.
Um 11:03 Uhr wurde in Eschede per Sirene Vollalarm ausgelöst. Die Rettungsleitstelle des DRK versetzte um 11:06 Uhr den Sanitätsdienst Celle sowie die Rettungsdienste der benachbarten Landkreise Hannover, Gifhorn und Uelzen in Alarmzustand.
Als erstes Feuerwehrfahrzeug traf um 11:07 Uhr ein Rüstwagen der als Stützpunktfeuerwehr fungierenden Feuerwehr Eschede an der Unfallstelle ein. Aus der ersten Lagemeldung des Gemeindebrandmeisters um 11:08 Uhr wurde klar, dass ein ICE betroffen und eine Brücke eingestürzt war. Noch auf dem Weg zum Unfallort veranlasste der Kreisbrandmeister daraufhin den Einsatz aller sieben Rüstwagen im Landkreis Celle. Gleichzeitig wurden zwei Rettungshubschrauber aus Celle und Hannover und eine Hubschrauberstaffel der Heeresfliegertruppe vom Militärflugplatz Faßberg angefordert. Nach den Rückmeldungen der ersten am Ort eintreffenden Einsatzkräfte ging die Rettungsleitstelle in Celle von einem Massenanfall von Verletzten aus und löste Großalarm aus. Die mit nur einer Person besetzte Leitstelle bat gleichzeitig die umliegenden Leitstellen um Unterstützung; so übernahm die hannoversche Leitstelle die Disposition der Rettungshubschrauber. Anwohner führten indes Leicht- und Unverletzte vom Bahndamm herunter, andere brachten Decken und Bettlaken.
Um 11:18 Uhr wurde von der Deutschen Bahn die Abschaltung der Fahrleitung bestätigt. Um 11:25 Uhr wurde ein Transportstopp für Verletzte verhängt. Damit sollte sichergestellt werden, dass Schwerverletzte zuerst abtransportiert werden konnten. Nachdem Mitarbeiter der Landesfeuerwehrschule Celle zufällig den Funkverkehr mitgehört hatten, wurden 37 Berufsfeuerwehrleute, die dort einen Lehrgang besuchten und die auch notfallmedizinisch ausgebildet waren, um 11:42 Uhr zur Unfallstelle geschickt. Um 11:45 Uhr begann der Aufbau der Einsatzleitung, um 11:56 Uhr wurde die Berufsfeuerwehr Hannover angefordert.
Für die Verletzten wurden Zelte aufgebaut, Leichtverletzte wurden in einer rund 300 Meter entfernten Turnhalle betreut. Im Laufe der ersten Stunde nach dem Unfall trafen mehr als 50 Ärzte an der Unfallstelle ein. Um 12:05 Uhr wurde der erste Verletzte mit einem der Rettungshubschrauber abtransportiert. Ein Relais-Hubschrauber der Bundeswehr koordinierte die An- und Abflüge.
Ab 12:15 Uhr wurden entlang der Bundesstraße 191 Bereitstellungsräume für nachrückende Einsatzkräfte aufgebaut. Die Deutsche Bahn bot an, den Tunnelrettungszug aus Hildesheim zu entsenden. Um 12:25 Uhr wurde die Technische Einsatzleitung (TEL) mit den zwei Einsatzabschnitten Ost und West in Betrieb genommen. Um 12:30 Uhr löste der Oberkreisdirektor Katastrophenalarm aus. Gegen 13 Uhr stand fest, dass genügend Rettungspersonal vor Ort war. Alle bis dahin entdeckten Verletzten waren zu diesem Zeitpunkt gerettet und erstversorgt.
Nach 13 Uhr trafen ein 40-Tonnen-Kran der Berufsfeuerwehr Hannover und drei Bergepanzer der Bundeswehr ein, die später Trümmer auseinanderzogen. Um 13:45 Uhr erklärte die Leitstelle, es seien keine weiteren zu versorgenden Verletzten mehr am Ort. Der Sammel- und Verbandplatz für Verletzte wurde daraufhin aufgelöst und zu einer Sammelstelle für Todesopfer umfunktioniert. Damit begann die Bergung der Leichen. Kurz nach 14 Uhr wurden die ersten Hubschrauber abgezogen.
Gegen 15 Uhr stand fest, dass insgesamt 87 Verletzte versorgt und in Kliniken gebracht worden waren. Um 15:15 Uhr wurde der Katastrophenalarm aufgehoben. Daraufhin wurde ein Großteil der Freiwilligen Feuerwehren und Rettungsdienste der Nachbarlandkreise abgezogen. Um 15:30 Uhr gab es eine erste Lagebesprechung mit allen Abschnittsleitern. Anschließend begannen Vorbereitungen, um erste Teile der eingestürzten Brücke abzutragen, unter der drei Wagen begraben worden waren. Bis Mitternacht wurden 78 Leichen geborgen. Die meisten Opfer waren durch die abrupte Verzögerung von 200 km/h auf null, die etwa einem ungebremsten Sturz aus 160 Meter Höhe entspricht, sofort tot. Die Staatsanwaltschaft ordnete an, jede Leiche zu obduzieren.
Zur Betreuung der Helfer wurden Kriseninterventionsteams eingerichtet.

### Die weitere Entwicklung
Bei einer ersten Pressekonferenz um 18 Uhr wurde mit 100 Toten gerechnet. Am selben Abend trafen zahlreiche Angehörige ein, die in einer nahegelegenen Halle betreut wurden; Kräne begannen damit, die Trümmerteile beiseite zu räumen. Im Licht von Scheinwerfern gingen die Bergungsarbeiten die ganze Nacht über weiter.
Gegen 19:30 Uhr trafen an der rechtsmedizinischen Abteilung der Medizinischen Hochschule Hannover erste Leichen zur Identifizierung ein. Am folgenden Tag begannen die Obduktionen.
Am Folgetag, dem 4. Juni, kamen Bundeskanzler Helmut Kohl und Niedersachsens Ministerpräsident Gerhard Schröder an die Unfallstelle. Am Abend fand ein ökumenischer Gottesdienst mit den Bischöfen Horst Hirschler und Josef Homeyer statt. 93 Tote waren am Abend geborgen. Erste Hinweise deuteten auf einen gebrochenen Radreifen als Unfallursache hin.
Bis zum 5. Juni (2. Tag nach dem Unfall) wurden 98 Tote geborgen. Am 6. Juni wurde der Sand der Böschung gesiebt, da sich Teile des Zuges bis in die Erde hinein gebohrt hatten. Die Gleise der Strecke waren zu dieser Zeit bereits weitgehend wiederhergestellt. Um 06:42 Uhr übergab die Feuerwehr die Einsatzstelle an die Polizei. Am selben Tag wurde die Spurensicherung am Gleiskörper beendet.
Am 8. Juni legte Bundespräsident Roman Herzog den 21. Juni als Termin für die zentrale Trauerfeier fest. Die Freigabe der Strecke erfolgte am 9. Juni; als erster Zug passierte ein Interregio um 17:35 Uhr die Unfallstelle. Am selben Tag transportierten Tieflader den ersten Wagen des ICE zur RWTH Aachen, wo die Ursachenforschung fortgesetzt wurde.
Eine Woche nach dem Unfall, am 10. Juni, war die Zahl der Toten auf 99 gestiegen. Zwei weitere Menschen erlagen noch später im Krankenhaus ihren schweren Verletzungen. Am 21. Juni fand in der Stadtkirche in Celle die zentrale Trauerfeier für die Opfer des Unfalls statt. Bundespräsident Herzog dankte in seiner Rede insbesondere den zahlreichen Helfern; Spitzenpolitiker legten an der Unfallstelle Kränze nieder. Mehr als 2.000 Menschen nahmen an der zentralen Trauerfeier teil, darunter auch Bundeskanzler Kohl und Ministerpräsident Schröder.

### Ablauf der Rettung
Die meisten Überlebenden befanden sich in den ersten drei Wagen, die die Brücke noch unbeschadet passieren konnten und nach ihrer Entgleisung vergleichsweise sanft abgebremst wurden. Am schwierigsten gestaltete sich die Bergung der Leichen aus dem Speisewagen und einem Erste-Klasse-Wagen, die unter der Brücke zusammengequetscht worden waren.
Die Bedingungen der Rettung galten als außerordentlich gut: Bei gutem Wetter und hinreichendem Licht sowie einem freien Zugang zur Unfallstelle konnten in kurzer Zeit Rettungskräfte herangeführt und Verletzte weggebracht werden. Binnen eineinhalb Stunden konnten alle erreichbaren Schwerverletzten abtransportiert werden. Im Einsatz waren 24 Hubschrauber (andere Quelle: 39 Hubschrauber), 60 Ärzte und über 150 nichtärztliche Rettungsdienstmitarbeiter. Zu den Schwierigkeiten während der Rettung zählten die teilweise schwierige Erkennbarkeit der Verantwortlichen, mangelnde Funkkapazitäten sowie überlastete Mobilfunknetze. Kritiker bemängelten ferner Defizite in der Spurensicherung.
In der ersten Einsatzphase waren sowohl der BOS-Funk der Hilfsorganisationen als auch die kommerziellen Mobilfunknetze (D1, D2 und C-Netz) völlig überlastet. Eine Kommunikation war weder untereinander noch nach außen möglich. Feldkabelbau und die Abschaltung der Mobiltelefone, die ohnehin vergeblich auf Netzsuche waren, erlaubten es, die Probleme im weiteren Einsatzverlauf zu lösen.
Mit der Aktivierung der Notfall-Auskunftsstelle GAST/EPIC (Gemeinsame Auskunfts-STelle der Polizei) am Flughafen München wurde abseits des Katastrophenortes eine zentrale Auskunfts- und Vermisstenstelle unter einer einheitlichen Telefonnummer betrieben.
Rund 1900 Helfer von Rettungsdienst, Feuerwehr, Technischem Hilfswerk, Polizei, Bundesgrenzschutz und Bundeswehr sowie rund 500 Einsatzkräfte der Feuerwehr mit etwa 100 Fahrzeugen waren im Einsatz. Der Rettungsdienst war mit 274 Rettungsfachleuten, 19 Hubschraubern, 42 Kranken- sowie 46 Rettungswagen beteiligt. Die Bundeswehr war mit 190 Soldaten, 3 Bergepanzern, 3 Transall-Transportflugzeugen sowie 18 Hubschraubern vertreten. 40 Ärzte und 39 Notärzte sowie 268 Mitarbeiter des nichtärztlichen Rettungsdienstes waren ebenfalls in die Rettung eingebunden. Insgesamt waren 17 Feuerwehren aus dem Kreis Celle und 10 aus benachbarten Kreisen im Einsatz. Daneben waren Kräfte der Landesfeuerwehrschule Celle, die Werkfeuerwehr der Firma Rheinmetall Standort Unterlüß, die Truppenübungsplatzfeuerwehr Bergen und zwei Bahnfeuerwehren beteiligt. Zudem rückten in der Nähe stationierte britische Soldaten aus, um Hilfe zu leisten.
Mindestens 250 Journalisten waren zur Berichterstattung aus aller Welt angereist und interviewten Pressesprecher teils bis in die Nacht. Der große Andrang zwang die in Celle ansässige Polizei zur Errichtung eines Pressebüros, um zeitnah Informationen weitergeben zu können. Im Nachhinein wurde vor allem der Pressesprecher des Eisenbahn-Bundesamtes kritisiert, da er während seines Aufenthalts an der Unfallstelle die technischen Fragen zum Unfallhergang oder zum generellen Eisenbahnbetrieb gegenüber den Journalisten nicht konkret oder überhaupt nicht beantworten konnte. Zwei Pressesprecher der Deutschen Bahn waren dauerhaft vor Ort, deren Präsenz jedoch später als sehr eingeschränkt bewertet wurde.

### Situation der Opfer und Identifikation
| Verstorbene (einschließlich Zugpersonal und zwei Streckenarbeitern) | 101 |
| Verletzte                                                           | 108 |
| davon Schwerverletzte                                               | 070 |

Das Zugpersonal wurde bis auf einen Zugbegleiter und den Triebfahrzeugführer bei dem Unfall getötet. 96 Tote wurden aus den Trümmern geborgen, 5 Menschen erlagen später im Krankenhaus ihren schweren Verletzungen. Unter den Toten waren 12 Kinder. Von den 18 überlebenden Kindern verloren 6 ihre Mutter. Die meisten Todesopfer verloren ihr Leben unmittelbar im Moment des Unfalls. Zu den häufigsten Verletzungen zählten Schädel-Hirn-Traumata, innere Blutungen und mehrfache Knochenbrüche. Der Großteil starb an einer Kombination mehrerer Verletzungen (Polytrauma), die durch hohe Beschleunigungswerte beim abrupten Stoppen und Zusammenfalten der Eisenbahnwagen vor der Brücke auftraten. Viele Menschen wurden durch zusammengeschobene Sitze zerquetscht. Bei 67 der 96 obduzierten Opfer wurde ein Schädel-Hirn-Trauma als Todesursache festgestellt.
Als schwierig erwies sich die Identifizierung der Toten. Im Gegensatz zum Flugverkehr fehlte eine Passagierliste und viele Opfer trugen keine Papiere bei sich; in einem Fall wurden falsche Papiere festgestellt. Ein weiteres Problem war der Zustand der Leichen. Obwohl vier Teams fast rund um die Uhr an der Zuordnung der Leichenteile arbeiteten, konnten bis zum Wochenende (drei Tage nach dem Unfall) erst 19 der bis dahin verstorbenen 98 Personen identifiziert werden. Hans Dieter Tröger, damaliger Leiter des Instituts für Rechtsmedizin an der Medizinischen Hochschule Hannover (MHH), sagte, nur in 15 Prozent der Fälle hätten er und sein Team „halbwegs vorzeigbare Fotos“ machen können. Zu den häufigsten ermittelten Todesursachen zählten Rupturen (Risse) der Hauptschlagader, der Hirnarterien und von Bauchorganen sowie massive Thorax-Verletzungen bis hin zur kompletten Zerstörung des Körpers. Die Identifizierung der Opfer erfolgte durch Mitarbeiter der MHH und Mitarbeiter der Identifizierungskommission des Bundeskriminalamts. Sie wurde nach anderthalb Wochen abgeschlossen. Alle Toten konnten identifiziert werden, einige allerdings nur durch DNA-Abgleiche. Mit einer Ausnahme wurden keine Angehörigen zur Identifizierung herangezogen.

## Ursachenforschung
Seitens des Eisenbahn-Bundesamts leitete Hans-Heinrich Grauf die Untersuchung des Unfalls. Am 17. Juni berichtete Verkehrsminister Matthias Wissmann im Verkehrsausschuss des Deutschen Bundestages über die vorläufigen Ergebnisse dieser Untersuchung.

### Technische Ursachen
Der ICE 1 war ursprünglich mit Vollrädern ausgestattet, sogenannten Monoblock-Rädern, die in einem Stück gefertigt werden. Im praktischen Betrieb stellte sich schnell heraus, dass es unter bestimmten Umständen aufgrund von ungleichmäßiger Abnutzung, Materialermüdung und Unwuchten zu Resonanz-Erscheinungen kommen konnte. Insbesondere im Speisewagen beklagten sich Reisende immer wieder über lautes Vibrieren des Geschirrs und „wandernde Gläser“. Im September 1991 wandte sich Bahn-Vorstandsmitglied Roland Heinisch an den Vorstandsvorsitzenden Heinz Dürr und wies eindringlich auf die Brummgeräusche hin. Neben den negativen Reaktionen der Kunden hob er auch die Gefahr von Schäden an den Wagen hervor.
Auf der Suche nach Abhilfe wurde beispielsweise vorgeschlagen, die Fahrbahn zu ändern, eine Luftfederung einzusetzen oder die Federung der Fahrgestelle durch gummigefederte Einringräder mit Radreifen zu verbessern, wie sie schon bei der langsamsten Art des Schienenverkehrs, im Nahverkehr bei Straßenbahnen, erfolgreich im Einsatz waren. Aus Kostengründen entschied man sich für den günstigeren Umstieg auf Radreifen.
Ende 1991 beschloss der Vorstand der Deutschen Bundesbahn, gummigefederte Radreifen unter sieben ICE-1-Speisewagen zu erproben. Mit Beschluss vom 21. Januar 1992 wurde dieser Beschluss zu einem „Großversuch“ auf 45 Speisewagen ausgeweitet, im Folgemonat wurde die Umrüstung 15 weiterer Wagen beschlossen. Der zuständige Direktor für die Zulassung von Reisezugwagen wies im November 1991 darauf hin, dass vor der Zulassung in der Serie noch zahlreiche Versuche und Erprobungen notwendig seien, die sich über einen Zeitraum von etwa zwei Jahren hinziehen würden. Im Februar 1992 wurde ein Riss an einem der getesteten Reifen festgestellt. Nach weiteren Tests vereinbarten die zuständigen Ingenieure im Sommer 1992, die bisherigen Versuche als ausreichend anzusehen. Die Entscheidung ging, nach einer Telefonnotiz, letztlich auf eine Entscheidung von Bahnvorstand Heinisch zurück. Am 5. Oktober 1992 präsentierte das Vorstandsmitglied dem Gremium eine Beschlussvorlage zur Einführung der neuartigen Räder in der gesamten ICE-Flotte.
Das Rad Bochum 84/Baureihe 064 war eine Neuentwicklung der DB. Das Besondere bei diesen Rädern ist eine zwischen dem außen liegenden metallenen Radreifen und dem Radkern eingebettete 20 mm starke Zwischenschicht aus Hartgummi, so dass im Gegensatz zum klassisch ohne Spiel aufgesetzten Radreifen eine gedämpfte Bewegung zwischen Reifen und Rad möglich wird. Diese für den Hochgeschwindigkeitsverkehr neuartige Bauform wurde jedoch vor ihrem serienmäßigen Einsatz im ICE nicht in Simulatoren bei Geschwindigkeiten von über 200 km/h dauererprobt.
Da bis zu jener Zeit in Deutschland keine Anlage gebaut worden war, um die Bruchgrenze eines Rades praktisch zu messen, musste man sich bei der Dimensionierung und der Festlegung der Verschleißgrenze auf theoretische Überlegungen beschränken. Vor und nach der Markteinführung wurden keine Labor- und Fahrversuche bis zur Verschleißgrenze beziehungsweise bis zum Bruch des Radreifens durchgeführt. Über mehrere Jahre hinweg bewiesen die Räder ihre grundsätzliche Praxistauglichkeit, ohne dass es zu Problemen gekommen wäre. Allerdings hatte der hannoversche Verkehrsbetrieb üstra AG mehrere Monate vor dem Unfall Radreifenbrüche bei seinen Straßenbahnen weit vor der erwarteten Verschleißzeit festgestellt und daraufhin die Austauschintervalle verkürzt. Gleichzeitig war an alle Benutzer baugleicher Reifenräder einschließlich der Deutschen Bahn AG eine Warnung vor verfrühten Ermüdungserscheinungen dieser Konstruktion verschickt worden. Da es jedoch im Detail erhebliche konstruktive Unterschiede zwischen den Nahverkehrsrädern und den Rädern des ICE gab, wurde ein systembedingter Zusammenhang seitens der Bahn nicht erkannt und aus der Warnung keine Konsequenzen für den Hochgeschwindigkeitsverkehr gezogen. Darüber hinaus hatte schon 1992 das Fraunhofer-Institut den Bahnvorstand vor Radreifenbrüchen gewarnt.
Nach dem Unfall führte das mit der Katastrophenanalyse beauftragte Fraunhofer-Institut für Betriebsfestigkeit und Systemzuverlässigkeit (Darmstadt) einen Belastungstest durch, der die Verschleißzeit abschätzte. Wie sich später im Rahmen dieser Untersuchung herausstellte, wurde bei der statischen Berechnung der Radsätze nicht genügend auf dynamisch auftretende, wiederkehrende Kräfte geachtet, so dass die Räder und die maximal zulässige Abnutzung nicht mit ausreichendem Sicherheitsaufschlag dimensioniert waren. Hierbei spielen folgende Effekte eine Rolle (Aufzählung ohne qualitative Wertung):
- Der Radreifen wird bei jeder Umdrehung durchgewalkt (beim ICE 500.000 Mal pro Tag), was das Material zusätzlich beansprucht.
- Im Gegensatz zum Monoblock-Rad können sich beim Radreifen auch kleinste Risse auf der Innenseite bilden, die nur schwer zu diagnostizieren sind, im Radreifen aber zu Spannungsspitzen führen.
- Je dünner ein Radreifen durch Verschleiß wird, desto mehr vergrößern sich die Spannungen und Risse im Reifen.
- Flachstellen und Kerben erhöhen durch den unrunden Lauf des Rades die wirksamen Kräfte im Radreifen erheblich und verschleißen ihn noch schneller.

Gebrochene Radreifen führten bereits im 19. Jahrhundert zu Eisenbahnunfällen, wie etwa das Beispiel des Eisenbahnunfalls von Timelkam am 19. Oktober 1875 zeigt. August Wöhlers Versuche zur (im Vergleich zu statisch belasteten geringeren) Schwingfestigkeit wechselbeanspruchter Werkstoffe bzw. Bauteile im Eisenbahnwesen halfen damals, diese Zusammenhänge erstmals aufzudecken.
Als Ersatz für die gummigefederten Radreifen erprobte die Deutsche Bahn um 2002 ein aktives Schwingungsminderungssystem an einem ICE-1-Mittelwagen.

### Strukturelle Probleme
- Die mechanischen Besonderheiten von Radreifen waren nicht ausreichend berücksichtigt und erläutert worden, daher galten die eingesetzten Räder bei den Beteiligten als dauerfest und bruchsicher, weswegen bahnintern Unrundheiten als wenig dringlich behandelt wurden.
- Es war nicht ausreichend transparent, welche Vorgaben der Sicherheit und welche lediglich dem Komfort der Fahrgäste dienten.

### Wartungsfehler
Nach Einführung der gummigefederten Räder erfolgten keine regelmäßigen Kontrollen. Bei Versuchen vor der Serienzulassung der Räder wurden die höchsten Spannungen im Inneren festgestellt; mit den durchgeführten Kontrollen per Ultraschall ist es aber nicht möglich, Risse im Inneren dieser neuartigen Räder zu erkennen.
Bei der letzten Inspektion des Zuges am Vortag des Unfalls wurde an dem betroffenen Radsatz eine Rundlaufabweichung von 1,1 mm festgestellt, beinahe das Doppelte des zugelassenen Grenzwertes. Weiterhin hatte der betreffende Radreifen eine zu große Höhenabweichung (0,7 mm bei maximal erlaubten 0,6 mm), die ebenfalls festgestellt und protokolliert wurde. Trotzdem wurde der Radsatz entgegen den Instandsetzungsrichtlinien nicht ausgetauscht, da hier kein Sicherheitsrisiko vermutet wurde.
Darüber hinaus hatten Zugbegleiter auf dem betroffenen Zug in den Wochen zuvor achtmal eine Flachstelle gemeldet. Diese Mängel wurden im bordeigenen Diagnosesystem gespeichert. Diese Daten wurden aber nicht automatisch als Sicherheitsproblem bewertet und ausgewertet.
Vor dem Unfall durfte ein Radreifen von 920 mm Außendurchmesser (Neuzustand) bis auf 854 mm abgefahren werden. Der infolge eines Ermüdungsbruchs gebrochene Radreifen hatte 1.789.000 km Laufleistung und einen Außendurchmesser von 862 mm. Das Darmstädter Fraunhofer-Institut kam nach dem Unfall im Rahmen eines Gutachtens zur Erkenntnis, dass nur ein Radreifen mit mindestens 890 mm noch als dauerfest gelten kann, wobei er zudem einer jährlichen Inspektion auf Innenrisse unterzogen werden müsste. Im Jahr 1997 ergaben Prüfprotokolle anderer Räder bereits bei 60.000 km Laufleistung viele Fehler wie etwa Unrundheiten. Das den Unfall auslösende Rad lief fast 30-mal so lange.
Das zuständige ICE-Betriebswerk in München hatte die Inspektionen der Räder der ICE-Züge lediglich mit Leuchtstofflampen durchgeführt. Diese traditionelle Inspektionsmethode deckt allenfalls grobe Beschädigungen auf und wurde bereits an langsameren Zügen angewandt. Feine Risse und Ermüdungserscheinungen kann man an Radreifen jedoch nur mit der ebenfalls verfügbaren und ursprünglich vorgeschriebenen Ultraschall-, Lichtprofil- und Messbalken-Prüfung (ULM) erkennen. Diese Methode wurde ab 1994 nicht mehr angewandt, weil die Ultraschall-Messgeräte sehr oft fälschlicherweise Defekte anzeigten, obwohl keine vorhanden waren. Experten der zerstörungsfreien Prüfung mit Ultraschall werfen der Bahn vor, den Einsatz höherwertiger Ultraschallgeräte jahrelang versäumt zu haben, weil diese teurer waren als die ULM-Geräte.
Die den Unfall verursachenden Räder wurden bei drei unabhängigen Messungen als schadhaft angezeigt und trotzdem nicht ausgewechselt. Nach dem Unfall wurden die Räder noch in Betrieb befindlicher ICE-Züge untersucht und dabei mindestens drei weitere Reifen mit Rissen entdeckt. Experten behaupten inzwischen, dass Innenrisse nicht von außen nach innen entstehen, sondern von innen her. Deshalb können sie nur durch Messungen aus dem Inneren des Rads frühzeitig festgestellt werden.

### Menschliches Versagen
Nach dem Unfall kam auch die Frage auf, ob oder inwieweit menschliches Versagen zum Verlauf beigetragen hat. Ein Fahrgast aus Wagen 1, in dem der abgesprungene Radreifen durch den Boden geschossen war, meldete den Vorfall zwar einem Zugbegleiter in Wagen 3, gab aber nur eine sehr ungenaue Schilderung ab. Sowohl der Zugbegleiter als auch der Fahrgast hätten den Unfall durch eine sofortige Betätigung der Notbremse verhindern können. Aus diesem Grund erstatteten Hinterbliebene gegen den Zugbegleiter Anzeige. Sein Handeln war aber vorschriftsgemäß, da er sich zuerst selbst vom Schaden überzeugen musste.

### Soziologische Untersuchung
Anlässlich des 25. Jahrestages des Unglücks, am 3. Juni 2023, hat ein Forscherteam der Northern Business School Hamburg und der Universität Oldenburg im Rahmen einer organisationssoziologischen Studie die Vorgeschichte der Zugkatastrophe (1991–1998) speziell in ihren systemischen Zusammenhängen analysiert. Die Untersuchung rekonstruiert – auf der Basis durchgeführter Interviews mit Ingenieuren, Eisenbahnexperten und Juristen sowie Dokumentenanalysen – relevante organisationale Prozesse und Entscheidungen, die mit dem Desaster in Verbindung stehen. Im Ergebnis wurden zehn Anhaltspunkte identifiziert, die das Eschede-Unglück aus systemisch-organisatorischer Sicht wesentlich begünstigt haben können. Dazu zählen eine frühe Erfolgsbestätigung beim Wechsel der Radtechnologie, schnelle Präventivmaßnahmen, der Ausschluss technologischer Alternativen, hoher Umweltdruck, schwache externe Kontrolle, fehlende Sensibilität für Kontextrisiken, die dauerhafte Beibehaltung der alten Prüfmethode, eine geringe Aufmerksamkeit für Abweichungen bzw. Störmomente, wirtschaftliche Erwägungen sowie eine Entkoppelung der Durchführung von Inspektionen und der Bewertung des Prüfverfahrens. Die Forscher Marcel Schütz, Jasmin Overberg und Heinke Röbken kommen zu dem Ergebnis, dass ein Akutereignis ab einem bestimmten Zeitpunkt tendenziell nicht (mehr) zu vermeiden war. Für eine erfolgreiche Umsetzung risikobehafteter Veränderungen und Innovationen könnten u. a. Review Boards mit internen und externen Experten sowie ein strukturiertes Hinweiswesen eingesetzt werden, um rechtzeitig potenzielle Risiken sachgerecht zu prüfen. Die Autoren ordnen den Unfall in den breiteren Diskurs über Organisationsunglücke ein und verweisen auf diesbezügliche Erklärungsansätze.

## Konsequenzen

### Rechtlich
Am 18. Februar 1999 beschlagnahmte die Staatsanwaltschaft Lüneburg beim Forschungs- und Technologiezentrum Minden Akten über die Entwicklung, Zulassung und Erprobung der gummigefederten Räder, um deren Einführungsprozess zu rekonstruieren. Am 20. Mai 1999 wurden Akten in der DB-Zentrale in Frankfurt am Main beschlagnahmt. Insgesamt wurden bis Mitte 2000 mehr als 600 Ordner Material gesichtet, unter anderem alle Unterlagen über den ICE 1.
Im August 1999 wurde das Verfahren gegen den einzigen überlebenden Zugbegleiter des Unfalls eingestellt. Dieser habe zwischen der Wahrnehmung von Geräuschen und dem Aufprall (einer Zeitspanne von 101 Sekunden) nicht ausreichend Zeit gehabt, um das Ausmaß des Problems zu erkennen und entsprechend zu reagieren.
Im Mai 2000 wurden Ermittlungen gegen vier Beschuldigte aufgenommen, die als Mitarbeiter des ehemaligen Bundesbahn-Zentralamtes Minden bzw. der Vereinigten Schmiedewerke (VSG) Bochum Verantwortung für die Konstruktion, Zulassung und Herstellung der gummigefederten Radreifen getragen hatten. Diese Ermittlungen dauerten am 23. März 2001 an, als die Lüneburger Staatsanwaltschaft die Ermittlungen gegen drei Mitarbeiter der ICE-Instandhaltung München einstellte, nachdem sich strafrechtlich relevante Vorwürfe nicht erhärtet hätten. Die drei Mitarbeiter seien, so die Staatsanwaltschaft, den Berichten über einen unruhigen Radlauf nachgegangen, hätten die Risse optisch jedoch nicht erkennen können. Dafür notwendige Ultraschallgeräte seien für die als dauerfest angenommenen Räder nicht vorgesehen gewesen. Im Juli 2001 stellte die Staatsanwaltschaft Lüneburg das Verfahren gegen einen Mitarbeiter des Radherstellers ein, der keine leitende und planende Funktion bei der Entwicklung und Zulassung der Räder gehabt habe. Drei Staatsanwälte und 17 Polizeibeamte waren als Sonderkommission „Eschede“ mit den Ermittlungen befasst. Die Verfahrensakten füllten rund 100 Ordner.
Am 7. November 2001 erhob die Staatsanwaltschaft Anklage. Mit Beschluss vom 13. Juni 2002 ließ die Erste Strafkammer des Landgerichts Lüneburg die Anklage zu und eröffnete das Hauptverfahren. Angeklagt wurden ein Abteilungspräsident der Deutschen Bahn, ein technischer Bundesbahnoberrat sowie ein Betriebsingenieur des Herstellerwerks der Radreifen wegen Körperverletzung von 105 Menschen und fahrlässiger Tötung von 101 Menschen (in Deutschland können nur natürliche Personen strafrechtlich belangt werden, keine juristischen Personen wie die DB). Ihnen wurde vorgeworfen, die Räder nicht ausreichend getestet zu haben. Die Anklage stützte sich im Wesentlichen auf ein Gutachten des Fraunhofer-Instituts Darmstadt. Das mehr als 300 Seiten umfassende Gutachten war Anfang 2000 der Staatsanwaltschaft Lüneburg vorgelegt worden.
Die Staatsanwaltschaft hatte schwere Versäumnisse der Bahn bei der Zulassung und Wartung festgestellt. Nach Aussagen eines Kriminalpolizisten seien fast die Hälfte der Radmessungen vor dem Unfall nicht plausibel gewesen. Die Angeklagten äußerten sich während des Prozesses nicht.
Die Kammer setzte sich aus dem Vorsitzenden Richter Michael Dölp, zwei Beisitzern und zwei Schöffen zusammen. Aufgrund des zu erwartenden hohen Interesses der Öffentlichkeit fand das Verfahren nicht am Sitz des Gerichtes in Lüneburg, sondern in einem Saal des Kreistagsgebäudes in Celle statt. In acht Monaten wurden an 52 Verhandlungstagen 93 Zeugen gehört. Der 1. Verhandlungstag fand am 28. August 2002 statt. Zu Beginn des Verfahrens brachte die Deutsche Bahn eine 500-seitige Stellungnahme ein und gab sich von der Unschuld der angeklagten Ingenieure überzeugt. Es traten zehn Nebenkläger auf. Ab dem 4. Prozesstag wurden Betroffene gehört. Über 70 Hinterbliebene wurden durch einen Berliner Anwalt vertreten. Zunächst wurden fünf Sachverständige gehört; deren Zahl stieg im Laufe des Verfahrens auf 16 an. Eine Reihe von Gutachtern, darunter Vertreter aus Japan, Südafrika und Schweden, zogen das der Staatsanwaltschaft vorliegende Gutachten vom Fraunhofer-Institut in Zweifel.
Am 4. Oktober 2002 war der 12. Verhandlungstag erreicht. Ab dem 15. Januar 2003, dem 32. Verhandlungstag, wurden die Sachverständigen zur Frage der Vorhersehbarkeit des Radsatzbruches gehört. Im Gerichtssaal waren dazu Kabinen für Simultandolmetscher für Englisch und Japanisch aufgebaut. Am 49. Verhandlungstag, dem 27. Februar 2003, wurden die letzten Gutachten erstattet. Am 54. Verhandlungstag, dem 28. April 2003, schlug der Vorsitzende Richter die Einstellung des Verfahrens gegen eine Zahlung der drei Angeklagten von je 10.000 Euro vor, da nur durch weitere (etwa ein bis zwei Jahre dauernde) Versuche die Frage geklärt werden könnte, ob die Angeklagten die Bruchgefahr der Radreifen hätten erkennen müssen. Damit, so die Richter, sei dem öffentlichen Strafinteresse Rechnung getragen worden; eine schwere Schuld der Mitarbeiter sei in jedem Falle auszuschließen gewesen. Dieser Vorschlag wurde vielfältig kritisiert. Mit dem 55. Verhandlungstag, am 8. Mai 2003, endete das Verfahren. Hinterbliebene protestierten gegen die Einstellung. Eine Verfassungsbeschwerde von Nebenklägern des Eschede-Verfahrens gegen die Einstellung des Strafverfahrens nahm das Bundesverfassungsgericht am 27. August 2003 nicht zur Entscheidung an, da kein Grundrechtsverstoß feststellbar gewesen sei.

#### Kritik
Der damalige Leiter der Rechtsabteilung beim Eisenbahn-Bundesamt, Hans-Jürgen Kühlwetter, hob schwere Verletzungen der Organisations- und Verkehrssicherungspflicht hervor. Er forderte, Bahnvorstand Heinisch aufgrund seiner Mitverantwortung ebenfalls mit anzuklagen. Der Vorstand habe, laut nicht bestrittenen Presseberichten, direkt in das Prüfungsverfahren des Bundesbahn-Zentralamtes eingegriffen und trage hierfür auch die Verantwortung. Er kritisierte ferner, dass fast alle Gutachter von der Verteidigung benannt worden seien und diese durchweg nur Versuche am stehenden Rad durchgeführt hätten. Nachdem der vorsitzende Richter sich nicht im Stande gesehen habe, einem der Gutachter zu folgen, hätte er einen Obergutachter bestellen müssen.
Der Anwalt der Opfer, Reiner Geulen, kritisierte, die Strategie der Deutschen Bahn AG sei es gewesen, den Prozess zu „paralysieren“. So habe beispielsweise die Bestellung eines japanischen Gutachters zu stundenlangen Diskussionen über die Übersetzung geführt. Strafjustiz und Bahn hätten gegenüber den Eschede-Opfern versagt. Bei einem Treffen mit Hartmut Mehdorn seien er und weitere Opfer-Vertreter „regelrecht abgefertigt“ worden. Eine Beschwerde gegen die Einstellung des Verfahrens von elf Hinterbliebenen wurde vor dem Bundesverfassungsgericht vom 4. Juni 2003 nicht zur Entscheidung angenommen. Eine Strafanzeige von zwei Betroffenen gegen Bahnvorstand Heinisch wurde ebenfalls abgewiesen; ein pflichtwidriges Verhalten sei ihm nicht nachzuweisen. Eine 2002 vor dem Landgericht Berlin angestrengte Zivilklage wurde ebenfalls abgewiesen.

### Betreuung der Betroffenen
Die Deutsche Bahn AG berief Otto Ernst Krasney – nach eigenen Angaben ein Novum in Deutschland – zum Ombudsmann für die Betroffenen und stattete ihn mit einer Soforthilfe in Höhe von fünf Millionen D-Mark aus. Auf zwei von der Bahn eingerichteten Spendenkonten gingen darüber hinaus 800.000 D-Mark ein. Der Bund und das Land Niedersachsen leisteten ebenfalls Soforthilfen, die im Einvernehmen mit dem Ombudsmann vergeben wurden. Nach eigenen Angaben wurden diese Leistungen nicht auf den zu leistenden Schadenersatz angerechnet; erstmals sei damit auch eine umfangreiche psycho-soziale Betreuung nach einem solchen Unfall möglich gewesen. Die mehr als 500 geltend gemachten Entschädigungsansprüche wurden nach Angaben der Bahn einvernehmlich und abschließend geregelt. Über den Hilfsfonds hinaus leistete das Unternehmen bis 2008, nach eigenen Angaben, 32 Millionen Euro an Entschädigungsleistungen. Darin enthalten sind insbesondere Kosten für Heilbehandlung (drei Millionen Euro), Schmerzensgeld (vier Millionen Euro), Unterhaltsansprüche sowie Erwerbs-, Unterhalts- und Sachschäden (rund 20 Millionen Euro). Das in knapp 200 Fällen gezahlte Schmerzensgeld je Familie lag pro Getötetem bei 30.000 D-Mark, für Verletzte wurden entsprechend geringere Summen gezahlt; in Einzelfällen erreichten die Schmerzensgeldzahlungen Millionenhöhe. Die Bahn erwartet für die Zukunft weitere Zahlungen im zweistelligen Millionenbereich, insbesondere für Unterhalts- und Rentenzahlungen. Das Unternehmen betont, dass die geleisteten Zahlungen bei weitem die in ähnlichen Fällen von der Rechtsprechung zugesprochenen Leistungen überstiegen hätten.
Nach dem Unfall bildete sich die Selbsthilfe Eschede, Interessengemeinschaft der Betroffenen des Zugunglücks. Die Vereinigung verhandelte mit der Bahn über Schmerzensgeld, wobei von 500.000 D-Mark pro Todesopfer berichtet wurde. Laut Ombudsmann Krasney war das Schmerzensgeld eine rein freiwillige Leistung der Bahn, die zudem über den üblichen Sätzen gelegen habe. Die Höhe des Schmerzensgeldes sei der einzige Konfliktpunkt geblieben. Bei allen materiellen Schadensausgleichsforderungen sei es dagegen nie zu einem Streit gekommen. Gerichte bestätigten, dass die DB deutlich mehr als nach deutschem Recht üblich gezahlt habe. Versuche von einigen Opfern, die Bahn auf höhere Schmerzensgelder zu verklagen, scheiterten. Eine angekündigte Klage gegen die Deutsche Bahn auf 500 Millionen Dollar in den USA kam nicht zustande.
Überlebende berichten von einem knauserigen Umgang der DB AG mit den Opfern. So seien Hotelkosten von Angehörigen von Verletzten am Krankenhausort erst bezahlt worden, als ein ärztliches Attest den positiven Einfluss auf die Heilbehandlung bescheinigte. Die Kette eines verstorbenen Kindes sei den Hinterbliebenen erst ersetzt worden, als der Besitz nachgewiesen wurde. Viele Überlebende kritisieren das Unternehmen scharf, sich nie ehrlich für den Unfall entschuldigt zu haben. Das Unternehmen sieht sich zu Unrecht in der Kritik, verweist auf die unbürokratische Hilfe und einen vielfachen Ausdruck tiefer Betroffenheit. So habe der damalige Vorstandsvorsitzende Johannes Ludewig den Hinterbliebenen persönlich kondoliert und sich mit vielen Familien getroffen. Zum ersten Jahrestag entschuldigte sich der damalige Bahnchef Johannes Ludewig für Fehler.
Die Deutsche Bahn zahlte Millionen Euro an verschiedene Versicherungen, um Zivilprozesse zu vermeiden.

### Technische Konsequenzen
Am 5. Juni 1998 wurde die Verschleißgrenze der Radreifen von 854 auf 890 mm Laufkreisdurchmesser angehoben (Neuzustand: 920 mm).
Nachdem die Deutsche Bahn die der Zulassung der Radsätze zugrundeliegenden Unterlagen nicht vollständig vorgelegt hatte und sich weitere Erkenntnisse ergeben hatten, wurde der DB per Anordnung vom 13. Juni 1998 untersagt, die Radsätze der betroffenen Bauart 064 einzusetzen, bis der Nachweis der Betriebssicherheit erbracht wurde.
Die Deutsche Bahn hat die gummigefederten Räder trotz ihrer technischen Vorteile bisher nicht wieder eingeführt. Außerdem wurde das gesamte Bahnnetz in Deutschland daraufhin untersucht, inwieweit es Weichen vor kritischen Engstellen gibt.
Am 8. Juni 1998 setzte der Vorstand der DB eine Kommission unter Vorsitz von Roland Heinisch ein, die die Sicherheit des Systems Bahn als Ganzes überprüfen sollte. Als Konsequenz aus dem Unfall legte die Deutsche Bahn Mitte 1999 ein neues Sicherheitskonzept vor. Demnach sollte bei zukünftigen Neubaustrecken auf Weichen und Überleitungen vor Brücken und Tunneln verzichtet werden. Die Fahrleistung sollte bei den Ultraschall-Prüfintervallen an die Stelle zeitlicher Intervalle treten. Darüber hinaus wurde ein Vier-Augen-Prinzip bei wichtigen Prüfungen eingeführt.

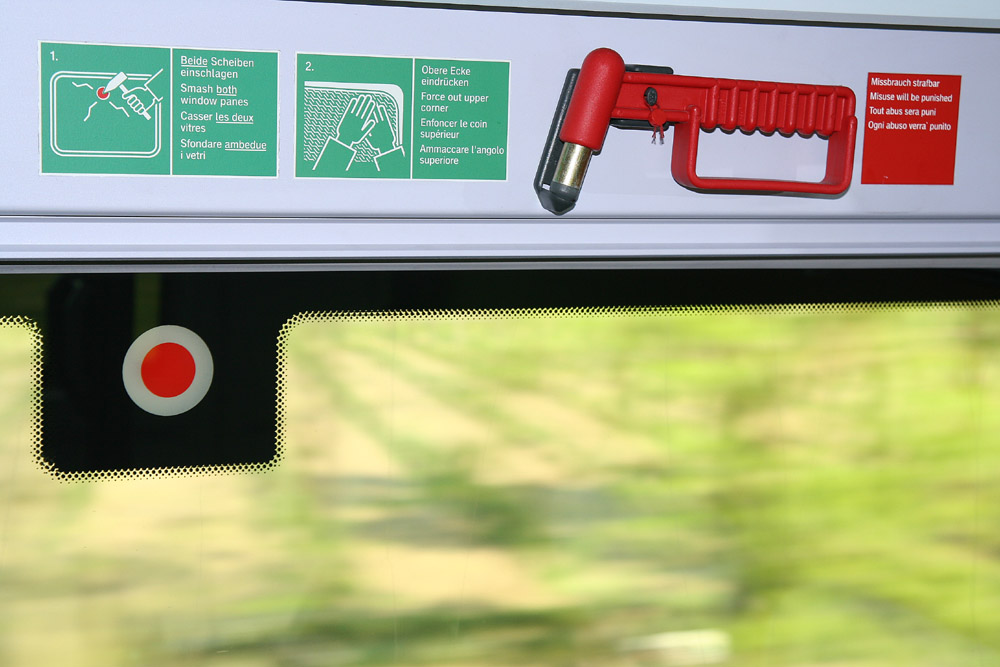
Notausstiegsfenster mit Nothammer und Sollbruchstelle im ICE 1

Die auffälligste Veränderung an vielen ICE 1 ist die große Zahl zusätzlicher Notausstiegsfenster, die nach dem Unfall von Eschede (seit der zweiten Jahreshälfte 2003) verstärkt in die Wagen eingebaut wurden; so ist nun beispielsweise auch in jedem Abteil ein solches Notausstiegfenster vorhanden (vorher nur im Großraumbereich). Diese sind von innen mit einem Nothammer an ihrer Sollbruchstelle (roter Punkt) zertrümmerbar und sollen Rettungskräften ermöglichen, von außen ohne schwere Äxte und Diamanttrennscheiben – wie zuvor noch notwendig – in die Wagen zu gelangen. Ursprünglich waren die ovalen Fenster an den vier Türen jedes ICE-1-Sitzwagens zum Notausstieg vorgesehen. Die Umrüstung von 6195 Fenstern der ICE-1/2-Flotte wurde am 31. Oktober 2004 abgeschlossen.
An der Unfallstelle in Eschede wurde eine neue, stützenfreie Brücke gebaut. Die alte Brücke hatte Pfeiler außen, links und rechts von den Gleisen. Die Oberleitungen und Gleise wurden auf 1,5 km repariert. Das Ausweichgleis ist nach wie vor vorhanden und dementsprechend befinden sich auch die drei Weichen an fast denselben Stellen wie zuvor.
Für die auf Monoblock-Räder umgerüsteten ICE-1-Züge wurden verschiedene technische Lösungen erwogen, um das Körperschall-Problem in den Griff zu bekommen. Als teuerste Lösung wurde dabei auch die Umrüstung auf luftgefederte MD-530-Drehgestelle diskutiert. Um die Probleme mit der Laufruhe in den Griff zu bekommen, wurde zunächst beschlossen, die Räder bereits nach 240.000 km zu überdrehen und binnen eines Jahres auf den Neubaustrecken etwa 10 mm dicke Zwischenlagen zwischen Schiene und Schwelle einzubauen. Die DB hoffte dabei zunächst, langfristig wieder zu gummigefederten Rädern übergehen zu können. Darüber hinaus wurde eine kontinuierliche Überwachung der Radsätze, insbesondere mittels Mikrofonen, ebenso erwogen wie ortsfeste Überwachungsanlagen.

### Auswirkungen auf die Helfer/Notfallseelsorge
Die Verarbeitung des Unfalls bedeutete auch für routinierte Helfer eine außergewöhnliche psychische Belastung. Der Eisenbahnunfall von Eschede war der erste große Unfall in Deutschland, bei dem systematisch und in großem Umfang Einsatznachsorge und Notfallseelsorge betrieben wurden. Zahlreiche Seelsorger waren in den Tagen nach dem Unfall vor Ort, um Betroffene, Angehörige und Rettungskräfte zu unterstützen und zu begleiten. Durch diesen Einsatz ist dieses Konzept zur Verhütung seelischer Traumata einer breiteren Öffentlichkeit bekannt geworden. Federführend war hier das Kaiserslauterer Psychologenehepaar Hartmut und Sybille Jatzko, das auch schon nach dem Flugtagunglück von Ramstein tätig war.
In einem dreijährigen Programm wurden Hinterbliebene ebenso psychologisch betreut wie Mitglieder der Rettungsmannschaften. 700 Einsatzkräfte nutzten die Hilfsangebote. 100 hatten langfristige Probleme.

### Beeinträchtigungen des Bahnverkehrs
Insbesondere in den ersten Tagen nach dem Unfall kam es zu stetig veränderten Notfahrplänen und Zugausfällen. Mehrere ICE-Linien und einzelne Zugläufe wurden verkürzt. Eine große Zahl von lokbespannten Ersatzzügen (vornehmlich mit Baureihen 101, 103 und 120) fuhren mit durchschnittlich vier bis acht Wagen. Neben Garnituren der ÖBB und SBB wurden auch ICE-2-Halbzüge an Stelle der ICE-1-Ganzzüge eingesetzt.
Am 4. Juni 1998 beschloss die Deutsche Bahn, die Höchstgeschwindigkeit der ICE-1-Züge bis zu einer intensiven Überprüfung der Radsätze auf 160 km/h herabzusetzen. Diese Kontrollen sollten bis zum folgenden Morgen abgeschlossen werden, die Höchstgeschwindigkeit daraufhin wieder auf 280 km/h heraufgesetzt werden. Am 5. Juni 1998 ordnete das Eisenbahn-Bundesamt (EBA) an, die zulässige Höchstgeschwindigkeit auch nach den Kontrollen bei 160 km/h zu belassen. Die Behörde hielt die bei Sonderkontrollen beobachteten Sichtprüfungen durch Augenschein für nicht ausreichend, um eine Rissbildung zu erkennen, die typischerweise von der Innenseite des Rades ausging.
Am 6. Juni 1998 zog die DB auf Bescheid des EBA alle ICE 1 aus dem Verkehr und setzte sie erst nach einer vollständigen Ultraschallkontrolle der Radreifen wieder ein. Bis zum 9. Juni 1998 hatten rund ein Dutzend ICE 1 diese Kontrolle durchlaufen und konnten wieder eingesetzt werden. Das Eisenbahn-Bundesamt ordnete nach dem Unfall den Austausch aller rund 2880 gummigefederten Radsätze der verbliebenen 720 Mittelwagen gegen Monobloc-Räder an. Dies führte zu Lieferengpässen; die DB bestellte Ende Juni insgesamt 2400 Monobloc-Räder, die Produktion der Industrie wurde von 200 auf 300 pro Woche angehoben.
Am 6. Juni 1998 hielt der Triebfahrzeugführer den ICE 91 „Prinz Eugen“ nachmittags auf seiner Fahrt von Wien nach Hamburg in Seubersdorf an, nachdem er laute Rattergeräusche bemerkt hatte. Nach einer Sichtkontrolle des Triebfahrzeugführers eines entgegenkommenden Zuges fuhr der Zug nahezu im Schritttempo weiter nach Neumarkt in der Oberpfalz. Dort wurden die Fahrgäste gebeten, auszusteigen und die Fahrt mit anderen Zügen fortzusetzen. Der ICE wurde leer nach Nürnberg überführt. Laut anschließender Untersuchung lag aber nur ein Schaden am Triebkopf vor. Gleiches passierte wenige Tage später beim ICE 682 „Amalienburg“, dessen Fahrgäste in einen nachfolgenden InterRegio umstiegen. Nach einer erneuten Untersuchung des Zuges wurde wieder ein Triebkopfschaden vermutet.
Ab Mitte Juni 1998 wurden auf der ICE-Linie 3 (Hamburg–Stuttgart/Basel), die in Mannheim Richtung Basel gebrochen wurde, alle Züge durch Ersatzzüge ersetzt. Auf der ICE-Linie 4 (Hamburg–Würzburg–München) kamen überwiegend ICE-2-Züge zum Einsatz. Der Einsatz von Wagen mit Notbremsüberbrückung wurde durch verkürzte Zugläufe (mit Umstieg auf Ersatzzüge) auf die Schnellfahrstrecken konzentriert. Nach einer Radsatzuntersuchung wurden die ICE-1-Züge zunehmend wieder eingesetzt. So wurden am 12. Juni 1998 laut Ersatzfahrplan etwa 30 Prozent der Leistungen mit Ersatzzügen und 20 Prozent mit ICE-2-Halbzügen bedient. Nachdem am 13. und 14. Juni 1998 erneut Fahrzeuge zurückgerufen wurden, wurden Fahr- und Umlaufpläne erneut umgestellt. Ende Juni 1998 standen 16 mit Vollrädern ausgestattete ICE 1 zur Verfügung.
Am 2. Juli 1998 standen 17 auf acht Mittelwagen verkürzte ICE-1-Garnituren im Einsatz, die mit Monobloc-Rädern ausgerüstet waren. Zusammen mit den ICE 2 sowie IC- und IR-Ersatzzügen konnte der reguläre Fahrplan wieder weitgehend angeboten werden. Am 27. Juli standen 31 verkürzte ICE-1-Züge zur Verfügung. Am gleichen Tag wurde ein neues Betriebsprogramm eingeführt. Im Zuge des Stillstands wurden Inneneinrichtung und Außenstrich der Züge überarbeitet; die Züge erhielten den rein roten Längsstreifen, den sie bis heute tragen.
Nach Umsatzeinbrüchen im Juni 1998 lagen die Reisendenzahlen im DB-Fernverkehr bereits im Juli 1998 wieder über dem Niveau des Vorjahresmonats.
Am 1. September 1998 wurde der ICE-Verkehr nach Basel und Zürich wieder aufgenommen, am 28. September 1998 folgte der ICE-Verkehr nach Wien. Am 12. Oktober 1998 wurde mit dem ICE-Zugpaar 72/73 (Berlin–Interlaken) die letzten internationalen ICE-Züge wieder bedient. Bis zum 1. November 1998 wurde der Austausch der Radsätze an allen 59 ICE-1-Garnituren abgeschlossen, und die planmäßigen Verkehre konnten somit in vollem Umfang wieder aufgenommen werden.

### Zugnummer und Zugname
Nach dem ICE-Unfall strich die Deutsche Bahn zum 11. Juni 1998 sowohl die Zugnummer (ICE) 884 als auch den zugeordneten Namen „Wilhelm Conrad Röntgen“ aus dem Fahrplan. An seine Stelle trat ICE 982, dem zusammen mit dem Gegenzug ICE 885 der Name „Justus Freiherr von Liebig“ zugeordnet wurde. Dass nach dem Unfalltag andere ICE-Züge in der Zeitlage des ICE 884 mit dieser Zugnummer verkehrten, hatte zunächst bei Fahrgästen Irritationen hervorgerufen, die dachten, sie wären mit dem Unglückszug unterwegs. In Bahnhofsfahrplänen wurde dabei wenige Tage nach dem Unfall die alte Zugbezeichnung „ICE 884“ provisorisch überklebt. Diese Änderung geschah in Anlehnung an große Flugzeugkatastrophen, bei denen Flugnummern verunglückter Flüge aus psychologischen Gründen nicht wieder vergeben wurden, um bei den Fluggästen keine negativen Erinnerungen auszulösen. 2002 ging die Deutsche Bahn dazu über, die Wagen ihrer Fernzüge nach Städten und ab 2017 nach Regionen zu benennen. Die einzelnen Zugverbindungen tragen seither, von wenigen Ausnahmen abgesehen, keine Personennamen mehr. Dies gilt auch für den in der Zeitlage des damaligen Unglückszuges verkehrenden ICE 886. Im Taktfahrplan wird seitdem die Zugnummer 884 übersprungen; auf den ICE 886 folgt ICE 882, während in Gegenrichtung nach wie vor die ICE-Zugläufe durchgehend von 881 bis 887 nummeriert werden.

### Verbleib und Wiedereinsatz der Wagen

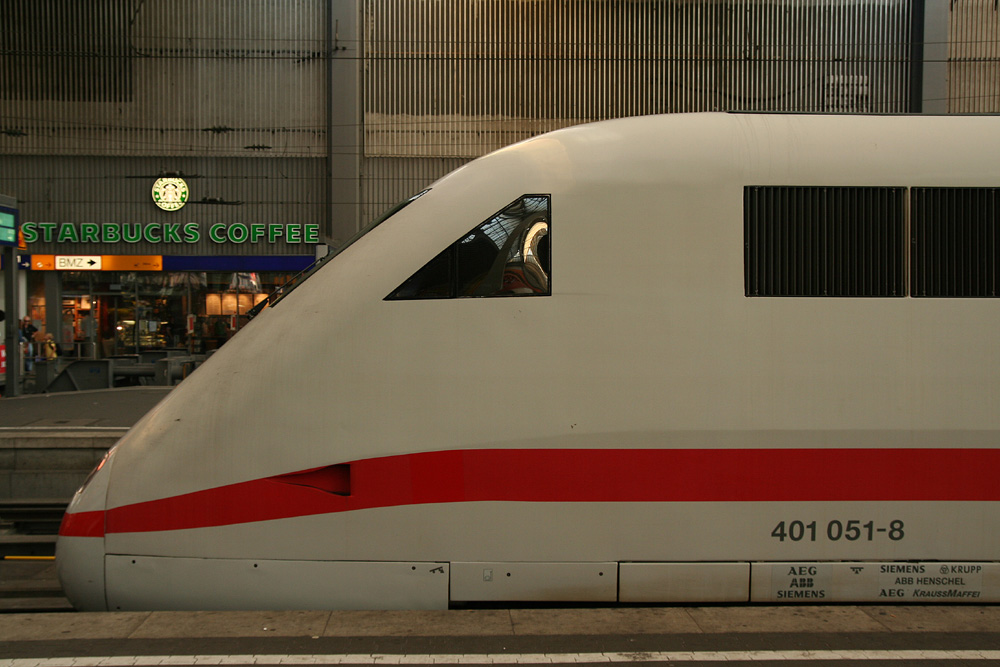
Der beim Unglück damals führende und noch in Betrieb befindliche Triebkopf 401 051-8 in München Hauptbahnhof, August 2007

Von den Wagen und Triebköpfen des Unfall-ICEs verkehrt nur noch der vordere Triebkopf (401 051-8) im Personenverkehr. Der zweite Triebkopf (401 551-7) diente bis zur Ausmusterung am 1. November 2001 als Ersatzteilspender. Er war längere Zeit auf dem Gelände des Ausbesserungswerks Nürnberg der Deutschen Bahn abgestellt (Abstellort im Werk Nürnberg: 49° 25′ 15,2″ N, 11° 5′ 11,8″ O). 2007 wurde aus ihm und Teilen der beschädigten und nicht mehr fahrfähigen ICE-1-Triebköpfe 401 020-3 (Brand in Offenbach) und 401 573-1 (Unfall in der Schweiz) wieder ein funktionierender ICE-1-Triebkopf zusammengesetzt. Dieser fährt nunmehr als 401 573-1 (Stand Dezember 2007).
Die beschädigten bis komplett zerstörten Mittelwagen wurden am 30. Juni 1998 (mit Ausnahme von Wagen 1) aus den Bestandslisten gestrichen. Wagen 1 (802 808-6) wurde erst Ende 2005, nach Abschluss der Gerichtsverfahren und Untersuchungen, für die Presse freigegeben (Zustand: kaum beschädigt, innen wie 1998). Er diente in der THW-Bundesschule in Hoya zu Ausbildungszwecken. Nachdem das durch den Radreifen in den Wagen gerissene Loch im November 2007 im Rahmen von Dreharbeiten für eine 2008 gezeigte Dokumentation gefilmt worden war, ersetzte die Deutsche Bahn ihn durch einen anderen Wagen. Er wurde im Ausbesserungswerk Nürnberg als Ersatzteilspender verwendet. Der Rest, die Wagen 2 (802 609-8), 3 (802 311-1), 4 (802 374-9), 5 (802 340-0), 6 (802 373-1), 7 (802 037-2), der Servicewagen (803 008-2), das Bordrestaurant (804 010-7), Wagen 11 (801 009-2), 12 (801 014-2) und 14 (801 806-1) sind beim Unfall größtenteils zerstört worden oder wurden nach Abschluss der Gerichtsverfahren und Untersuchungen verschrottet.
Wagen 1 (802 808-6), an dem das Unglück seinen Lauf nahm, wurde später verschrottet.

### Finanziell
Die Deutsche Bahn bezifferte den Umsatzverlust für den Monat Juni 1998 mit 45 Millionen D-Mark. Bis Anfang Juli fielen zehn Millionen DM Kosten für Sonderuntersuchungen an, die zu tauschenden Räder schlugen mit insgesamt 30 Millionen DM zu Buche. Der Schaden an Zug und Strecke wurde auf 55 Millionen D-Mark geschätzt.
Bis Anfang Juli 1998 wurden darüber hinaus 199 Haftpflichtansprüche gegen die DB geltend gemacht, die bis dahin 403.000 DM an Haftpflichtzahlungen für Soforthilfen erbracht hatte. Das Unternehmen richtete für fünf Millionen DM einen Fonds für die psychosoziale Betreuung ein. Insgesamt wurde mit Haftpflichtleistungen von 150 Millionen D-Mark gerechnet.

### Aus kommunalpolitischer Sicht
In den ersten Wochen nach dem Unfall wurde Eschede zum Ziel von Katastrophentouristen. Die Strukturentwicklung von Eschede sei auch mehr als ein Jahrzehnt nach dem Zugunglück noch deutlich gebremst.

### Verkehr
Der Unfall erforderte den Neubau der Straßenbrücke. Sie wurde am 22. Mai 2000 für den Verkehr freigegeben. Die Kosten beliefen sich auf 4,2 Millionen D-Mark.

### Aufarbeitung in den Medien
Die Todesfahrt des ICE 884 war die erste große Fernsehdokumentation zum Unfall von Eschede, ausgestrahlt im ZDF zum ersten Jahrestag 1999. Die einstündige Dokumentation von Mona Botros bot die erste minutiöse Rekonstruktion des Unfallhergangs mit 3D-Animation. Sie wurde für den Deutschen Fernsehpreis nominiert. Auf Discovery Channel wurde im Jahr 2004 ein Dokumentarfilm in der Reihe Blueprint for Disaster mit dem Titel Crash at Eschede in vielen Ländern gesendet, der mit nachgestellten Szenen und Computergrafik-Simulationen den Unfallverlauf nachzeichnet.
Der 60-minütige Dokumentar-Fernsehfilm Eschede – Die Todesfahrt von Hanna Legatis wurde 2006 im deutschen Fernsehen ausgestrahlt.
Am 23. Mai 2008 zeigte VOX eine zweistündige Spiegel-TV-Dokumentation von Nicola Burfeindt und Alexander Czogalla über den Unfall, die für den Deutschen Fernsehpreis und den Goldenen Prometheus nominiert wurde.
Am 30. Mai 2008, kurz vor dem zehnten Jahrestag der Katastrophe, wurde der 90-minütige Dokumentarfilm Eschede Zug 884 im Ersten gezeigt.
Am 1. Juni 2008 sendete der NDR ein Hörfunk-Feature von Roman Grafe, das wenig später auch in einer erweiterten Fassung als Hörbuch mit dem Titel Zeit ist Geld. Die Bahnkatastrophe von Eschede erschien.
Die Folge Die Zugkatastrophe von Eschede (1x05) der Dokumentationsserie Sekunden vor dem Unglück behandelt ebenfalls diesen Zugunfall.
Im NDR Doku-Talkformat Die Narbe wurde am 21. Oktober 2020 Das Zugunglück von Eschede gesendet, wobei vor allem Angehörige und Verantwortliche aus der Zeit zu Wort kamen, darunter die ehemaligen Bahnchefs Ludewig und Mehdorn aber auch Hinterbliebene, die den Wunsch nach einer Entschuldigung für das Unglück durch die Deutsche Bahn zum Ausdruck brachten.
2023, anlässlich des 25. Jahrestags der Katastrophe veröffentlichte der NDR den sechs Folgen umfassenden Podcast Zugunglück Eschede – 25 Jahre danach, in welchem die Journalistin Miriam Arndts mit Überlebenden, Angehörigen der Opfer, Anwohnern in Eschede sowie Verantwortlichen der Bahn sprach. Arndts ist selber unmittelbar von der Katastrophe betroffen, sie verlor bei dem Unglück ihre Mutter.
Zum Lima-Filmfestival 2006 gewann die Band Silberschauer den ersten Platz in der Kategorie Jugendfilm mit dem Video zum Song Eschede, das den Opfern des Unfalls gewidmet ist.
Auch in der Popkultur wurde der Unfall kurz im Lied MfG – Mit freundlichen Grüßen der Hip-Hop-Gruppe Die Fantastischen Vier rezipiert.

## Gedenkstätte Eschede

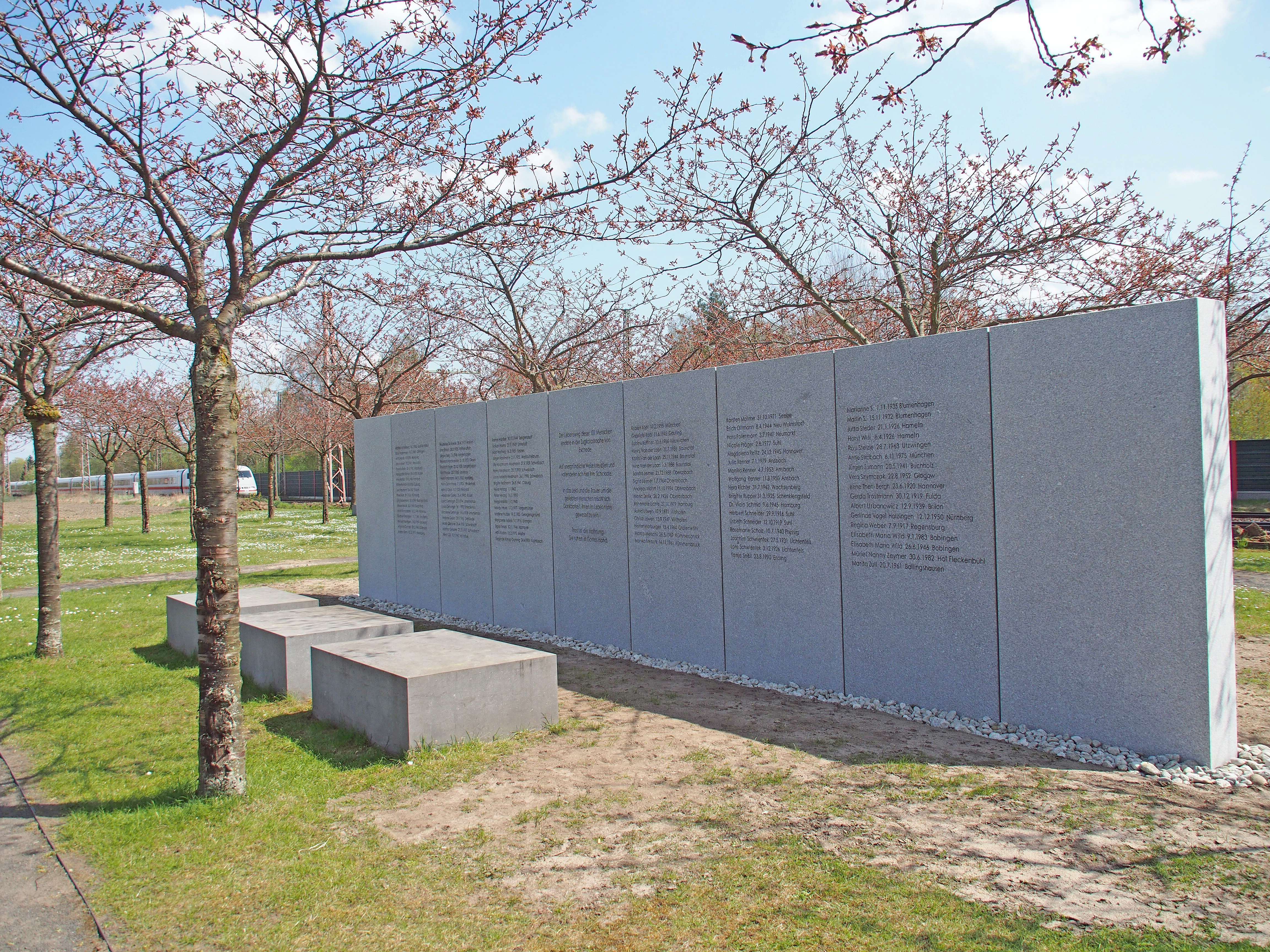
2013 errichtete Gedenktafel mit Inschrift sowie Namen und Daten der Opfer

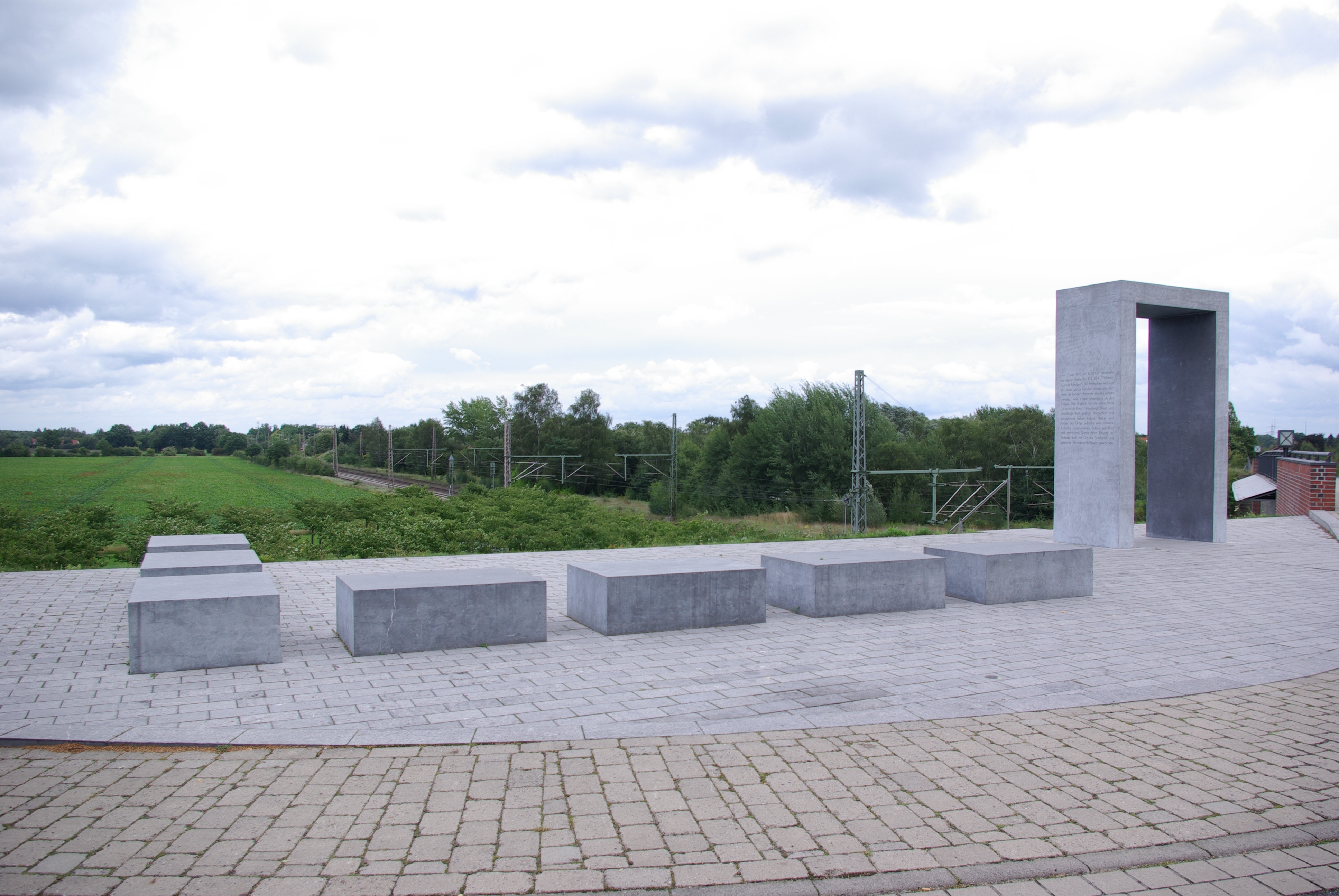
Gedenkstein als Tor auf der Straßenbrücke

Am Ort des Unfalls wurde am 11. Mai 2001 in Anwesenheit von rund 400 Angehörigen, Ehrengästen sowie zahlreichen Helfern und vielen Bürgern von Eschede eine Gedenkstätte eingeweiht. 101 Kirschbäume, je einer für jeden Verstorbenen, wurden neben den Gleisen vor der Brücke gepflanzt. Eine Treppe führt von dort nach oben zur Straße. Der Weg führt oben durch ein Tor, über die Straße und wird auf der anderen Seite in einigen Treppenstufen, die ins Nichts aufsteigen, fortgesetzt. Eine Gedenktafel mit den Namen aller Opfer befindet sich in der Mitte zwischen den Bäumen. Mitbeteiligt an der Einrichtung und Erneuerung der Gedenkstätte war die Selbsthilfe Eschede.
Inschrift im Tor:
Am 3. Juni 1998 um 10:58 Uhr zerschellte
an dieser Stelle der ICE 884 „Wilhelm
Conrad Röntgen“. 101 Menschen verloren
ihr Leben, ganze Familien wurden zerstört;
mehr als hundert Reisende wurden schwer
verletzt, viele tragen lebenslang an den
Folgen. Das Unglück hat die menschliche
Zerbrechlichkeit, Vergänglichkeit und
Unzulänglichkeit gezeigt. Beispielhaft und
aufopfernd haben Retter, Helfer und
Bürger des Ortes selbstlos eine schwere
Aufgabe angenommen, haben geholfen
und getröstet. Durch ihren Einsatz ist
Eschede auch ein Ort der Solidarität und
gelebter Mitmenschlichkeit geworden.
Inschrift auf der Gedenktafel:
Der Lebensweg dieser 101 Menschen
endete in der Zugkatastrophe von
Eschede.
Auf unergründliche Weise kreuzten und 
vollendeten sich hier ihre Schicksale.
In das Leid und die Trauer um die
geliebten Menschen mischt sich
Dankbarkeit, ihnen im Leben nahe
gewesen zu sein.
Trost ist die Hoffnung:
Sie ruhen in Gottes Hand.
Seit der Zugkatastrophe treffen sich Betroffene und Hinterbliebene zu jedem Jahrestag in Eschede. Zum zehnten Jahrestag, am 3. Juni 2008, sprach neben Opfervertretern unter anderem der damalige niedersächsische Ministerpräsident Christian Wulff. Zwei ICEs, die um 10:59 Uhr die Unfallstelle passiert hätten, wurden umgeleitet. Für den übrigen Verkehr bestand während der Trauerfeierlichkeiten eine Geschwindigkeitsbeschränkung von 60 km/h.
Mitte 2012 kündigte die Deutsche Bahn an, die Gedenkstätte zu erneuern. Die bisherige Gedenkstätte war von der Witterung gezeichnet worden. 2013 wurde die Gedenkwand aus Belgisch Granit (ein Kalkstein) ersetzt, da sie einzelne Fehlstellen und bröckelnde Fugen aufwies und sich Algen und Moos angesetzt hatten. Auch das Fundament hatte sich als nicht stabil genug erwiesen. Die neue Wand besteht aus bayerischem Granit. Die Inschriften, Namen und Daten wurden unverändert übernommen. Die Kosten trug die Deutsche Bahn.
Bahnchef Rüdiger Grube bat 2013 am 15. Jahrestag des Eisenbahnunfalls von Eschede im Namen der Bahn Opfer und ihre Angehörigen für das entstandene menschliche Leid um Entschuldigung. Grube war als erster Bahnchef zu einer solchen Gedenkfeier eingeladen worden. Bei dieser Veranstaltung wurde die neue Gedenkwand eingeweiht. Auch Johannes Ludewig, Bahnchef zur Zeit des Unfalls, nahm teil.